# Віко Ескорсія
Вікторія (Віко) Ескорсія (ісп. Victoria (Vico) Escorcia, 14 червня 1996) — мексиканська актриса.

## Біографія
Віко Ескорсія народилася у Мехіко. В дитинстві дівчина захоплювалася спортом (гімнастика, теніс) та музикою (гра на гітарі). Навчається у «Bridgeway Homeschool Academy», а також займалася з театральними педагогами (Роберто Ескобедо, Маріо Сарагоса, Лорена Сарті та Вірідіана Олівера).
Віко дебютувала у невеликій ролі в серіалі «Коли настає ніч» (2011), а пізніше з'явилася в серіалах «Фельдшери» (2012) і «Лейтенант» (2012). Але саме в ролі Люсії у фільмі «Едді Рейнольдс і ангели зі сталі» (2014) вона відразу проявить свій талант. Після успіху фільму Віко брала участь у таких серіалах, як «Повстання в Техасі» (2015), «Щодня» (2016) і «Різдвяні чудеса» (2017) та у фільмі «Злочини у Північному морі» (2017), за який вона була номінована на кінопремію «Аріель» у категорії «Жіноча роль другого плану».
Ескорсія грає у театрі та бере участь у телевізійних шоу.

## Нагороди
Вікторія Ескорсія була номінована на дві премії «Аріель» і отримала нагороду «Срібна богиня» за видатну гру у фільмі «Злочини у Північному морі».

## Вибіркова фільмографія
- Едді Рейнольдс і ангели зі сталі (2014)
- Повстання в Техасі (2015)
- Злочини у Північному морі (2017)
- Вплив (2019)
- Ура Мексика! (2022)
- Підпишіть тут (2024)